# Alabaster
Alabaster és una població dels Estats Units a l'estat d'Alabama. Segons el cens del 2007 tenia 28.694 habitants.

## Demografia
Segons el cens del 2000, Alabaster tenia 22.619 habitants, 8.164 habitatges, i 6.482 famílies. La densitat de població era de 426,6 habitants/km².
Dels 8.164 habitatges en un 41,9% hi vivien nens de menys de 18 anys, en un 68% hi vivien parelles casades, en un 8,9% dones solteres, i en un 20,6% no eren unitats familiars. En el 17,1% dels habitatges hi vivien persones soles el 3,6% de les quals corresponia a persones de 65 anys o més que vivien soles. El nombre mitjà de persones vivint en cada habitatge era de 2,73 i el nombre mitjà de persones que vivien en cada família era de 3,09.
Per edats la població es repartia de la següent manera: un 27,7% tenia menys de 18 anys, un 6,5% entre 18 i 24, un 37,7% entre 25 i 44, un 20,3% de 45 a 60 i un 7,7% 65 anys o més.
L'edat mediana era de 33 anys. Per cada 100 dones hi havia 94,7 homes. Per cada 100 dones de 18 o més anys hi havia 90,7 homes.
La renda mediana per habitatge era de 58.379 $ i la renda mediana per família de 63.685 $. Els homes tenien una renda mediana de 41.690 $ mentre que les dones 31.901 $. La renda per capita de la població era de 22.466 $. Aproximadament el 4,8% de les famílies i el 5,9% de la població estaven per davall del llindar de pobresa.

## Poblacions properes
El següent diagrama mostra les poblacions més properes.